# Canton de Decize
Le canton de Decize est canton français situé dans le département de la Nièvre et la région Bourgogne-Franche-Comté.

## Géographie
Ce canton est organisé autour de Decize dans l'arrondissement de Nevers. Son altitude varie de 183 m (Decize) à 282 m (Champvert).

## Histoire
Par décret du 18 février 2014, le nombre de cantons du département est divisé par deux, avec mise en application aux élections départementales de mars 2015. Le canton de Decize est conservé et s'agrandit. Il passe de 7 à 9 communes.

## Représentation

### Conseillers généraux de 1833 à 2015
| Période | Période      | Identité                                              | Étiquette    | Qualité |
| ------- | ------------ | ----------------------------------------------------- | ------------ | --- |
| 1833    | 1835 (décès) | Antoine Conchon (1781-1835)                           |              | Maire de Verneuil |
| 1835    | 1842         | Paul Emmanuel Raoul Marquis de Raigecourt (1804-1889) |              | Officier de cavalerie Propriétaire à Decize Pair de France                                                                                   |
| 1842    | 1846         | Félix Fournier                                        |              | Propriétaire, maire de Verneuil (1844-1848)                                                                                                  |
| 1846    | 1848         | Paul Emmanuel Raoul Marquis de Raigecourt             |              | Officier de cavalerie Propriétaire à Decize Pair de France                                                                                   |
| 1848    | 1852         | Alexandre Rouet                                       | Montagne     | Cultivateur et fermier Marchand de bois à Saint-Germain-Chassenay Représentant du peuple                                                     |
| 1852    | 1871         | Jean-Charles Decray                                   | Monarchiste  | Propriétaire terrien Ancien notaire, maire de Decize Sénateur (1888-1889)                                                                    |
| 1871    | 1874         | Jean-Michel Dominique                                 | Républicain  | Architecte diocésain |
| 1874    | 1889 (décès) | Jean-Charles Decray                                   | Conservateur | Propriétaire et notaire, maire de Decize Sénateur (1888-1889) Président du Conseil général                                                   |
| 1889    | 1898         | Jean-Baptiste Gros                                    | Droite       | Médecin, maire de Decize (1900-1912) |
| 1898    | 1910         | Victor Petitjean                                      | Rad.         | Médecin Sénateur (1900-1920) Conseiller municipal de Decize                                                                                  |
| 1910    | 1916 (décès) | Pierre Louis Roblin                                   | SFIO         | Avocat - Député (1905-1916) Maire de Thianges (1904-1915)                                                                                    |
| 1916    | 1919         | siège vacant                                          |              | |
| 1919    | 1923         | Pierre Moine                                          | SFIO         | Entrepreneur de travaux publics à Decize, conseiller d'arrondissement                                                                        |
| 1923    | 1935 (décès) | Antoine Galvaing                                      | RG           | Médecin Maire de Decize (1929-1935) |
| 1935    | 1940         | Georges Potut                                         | Rad.         | Journaliste et professeur Député (1932-1942) Maire de Decize (1935-1940) Nommé membre de la Commission administrative départementale en 1941 |
|         |              |                                                       |              | |
| 1945    | 1973         | Pierre Perronnet                                      | PCF          | Traceur sur meubles, maire de Saint-Léger-des-Vignes Élu en 1973 dans le canton de La Machine                                                |
| 1973    | 1979         | Théodore Gérard (1909-2000)                           | DVD          | Retraité - Maire de Decize |
| 1979    | 1985         | Michèle Chamberland                                   |              | Infirmière à Decize |
| 1985    | 1992         | Janine Sattonnet                                      | DVD          | Pharmacienne Maire de Decize (1983-1989) |
| 1992    | 2004         | François Perrot                                       | PS           | Cadre retraité Suppléant de Christian Paul Député (1997-2002) Maire de Decize (1995-2000)                                                    |
| 2004    | 2015         | Alain Lassus                                          | PS           | Médecin généraliste Maire de Decize (2008-2017)                                                                                              |

### Conseillers d'arrondissement (de 1833 à 1940)
| Période                                  | Période      | Identité                                      | Étiquette            | Qualité |
| ---------------------------------------- | ------------ | --------------------------------------------- | -------------------- | --- |
| 1833                                     | 1844 (décès) | Jean Marie Emmanuel Comoy (1776-1844)         |                      | Pharmacien et juge de paix, maire de Decize                                                                 |
| 1845                                     | 1848         | Pierre Philibert Napoléon Terreux (1801-1859) |                      | Médecin à Decize                                                                                            |
|                                          |              |                                               |                      | |
| 1880                                     |              | M. Roy                                        |                      | |
|                                          |              |                                               |                      | |
| 1889                                     | 1895         | Arthur de Noury                               | Conservateur         | Propriétaire du château de Fontas, maire de Sougy-sur-Loire                                                 |
| 1895                                     | 1901         | Louis Roblin                                  | Radical              | Agriculteur et industriel, maire de Champvert                                                               |
| 1901                                     | 1907         | François Demnard                              | Républicain Libéral  | Quincaillier, conseiller municipal de Decize                                                                |
| 1907                                     | 1913         | Barthélemy Vadez (1864-1949)                  | SFIO                 | Directeur d'école supérieure à Decize, Président du Conseil d'arrondissement                                |
| 1913                                     | 1919         | Pierre Moine                                  | SFIO                 | Entrepreneur de travaux publics, Decize                                                                     |
| 1919                                     | 1923         | Gabriel Bonnin                                | SFIO                 | Ouvrier bûcheron, conseiller municipal de Decize (1912-1919)                                                |
| 1923                                     | 1928 (décès) | Antoine Marienne (1861-1928)                  | SFIO                 | Chef cantonnier, premier adjoint au maire de Decize                                                         |
| 1928                                     | 1937         | Antoine Margaroux                             | SFIO puis Radical    | Président de la société de secours mutuel, conseiller municipal de Decize                                   |
| 1937                                     | 1940         | Émile Hozette (1877-1957)                     | SFIO soutien PC-SFIC | Ajusteur à la compagnie des chemins de fer de l’Ouest, retraité à Decize                                    |
| 1940                                     |              |                                               |                      | Les conseils d'arrondissement ont été suspendus par la loi du 12 octobre 1940 et n'ont jamais été réactivés |
| Les données manquantes sont à compléter. |              |                                               |                      | |

### Conseillers départementaux à partir de 2015
| Période élective | Période élective | Mandat | Mandat   | Identité        | Nuance | Nuance | Qualité |
| ---------------- | ---------------- | ------ | -------- | --------------- | ------ | ------ | --- |
| 2015             | 2021             | 2015   | 2021     | Nathalie Forest |        | DVG    | Déléguée de l'Assurance-maladie Ancienne adjointe au maire de Lucenay-lès-Aix                                |
| 2015             | 2021             | 2015   | 2021     | Alain Lassus    |        | PS     | Médecin généraliste Maire de Decize (2008-2017) Président du Conseil départemental depuis le 6 novembre 2017 |
| 2021             | 2028             | 2021   | en cours | Justine Guyot   |        | PS     | Juriste 5e Vice-Présidente du conseil départemental, maire de Decize                                         |
| 2021             | 2028             | 2021   | en cours | Frédéric Roy    |        | DVG    | Infirmier, adjoint au maire de Devay                                                                         |

### Résultats détaillés

#### Élections de mars 2015
À l'issue du 1er tour des élections départementales de 2015, deux binômes sont en ballottage : Nathalie Forest et Alain Lassus (DVG, 42,34 %) et Hervé Burgunder et Carole Petit (FN, 28,76 %). Le taux de participation est de 48,88 % (4 096 votants sur 8 379 inscrits) contre 53,03 % au niveau départemental et 50,17 % au niveau national.
Au second tour, Nathalie Forest et Alain Lassus (DVG) sont élus avec 62,38 % des suffrages exprimés et un taux de participation de 50,35 % (2 320 voix pour 4 219 votants et 8 379 inscrits).

#### Élections de juin 2021
Le premier tour des élections départementales de 2021 est marqué par un très faible taux de participation (33,26 % au niveau national). Dans le canton de Decize, ce taux de participation est de 33,45 % (2 619 votants sur 7 830 inscrits) contre 34,28 % au niveau départemental. À l'issue de ce premier tour, deux binômes sont en ballottage : Justine Guyot et Frédéric Roy (DVG, 61,19 %) et David Colas et Théa Guillier (DVC, 24,48 %).
Le second tour des élections est marqué une nouvelle fois par une abstention massive équivalente au premier tour. Les taux de participation sont de 34,36 % au niveau national, 37,18 % dans le département et 37,3 % dans le canton de Decize. Justine Guyot et Frédéric Roy (DVG) sont élus avec 68,44 % des suffrages exprimés (1 874 voix pour 2 921 votants et 7 831 inscrits),,.

## Composition

### Composition avant 2015
Le canton de Decize regroupait 7 communes.
| Nom                     | Code Insee | Codepostal | Superficie (km2) | Population (dernière pop. légale) | Densité (hab./km2) |
| ----------------------- | ---------- | ---------- | ---------------- | --------------------------------- | ------------------ |
| Decize (chef-lieu)      | 58095      | 58300      | 48,22            | 5 711 (2012)                      | 118                |
| Avril-sur-Loire         | 58020      | 58300      | 24,86            | 238 (2012)                        | 9,6                |
| Champvert               | 58055      | 58300      | 46,12            | 824 (2012)                        | 18                 |
| Devay                   | 58096      | 58300      | 12,08            | 504 (2012)                        | 42                 |
| Fleury-sur-Loire        | 58115      | 58240      | 19,74            | 244 (2012)                        | 12                 |
| Saint-Germain-Chassenay | 58241      | 58300      | 24,03            | 345 (2012)                        | 14                 |
| Verneuil                | 58306      | 58300      | 26,86            | 322 (2012)                        | 12                 |

### Composition depuis 2015
Le canton comprend désormais neuf communes.
| Nom                            | Code Insee | Intercommunalité | Superficie (km2) | Population (dernière pop. légale) | Densité (hab./km2) | Modifier                                    |
| ------------------------------ | ---------- | ---------------- | ---------------- | --------------------------------- | ------------------ | ------------------------------------------- |
| Decize (bureau centralisateur) | 58095      | CC Sud Nivernais | 48,22            | 5 025 (2022)                      | 104                | modifier les données · modifier les données |
| Champvert                      | 58055      | CC Sud Nivernais | 46,12            | 744 (2022)                        | 16                 | modifier les données · modifier les données |
| Cossaye                        | 58087      | CC Sud Nivernais | 51,17            | 657 (2022)                        | 13                 | modifier les données · modifier les données |
| Devay                          | 58096      | CC Sud Nivernais | 12,08            | 472 (2022)                        | 39                 | modifier les données · modifier les données |
| Lamenay-sur-Loire              | 58137      | CC Sud Nivernais | 11,53            | 68 (2022)                         | 5,9                | modifier les données · modifier les données |
| Lucenay-lès-Aix                | 58146      | CC Sud Nivernais | 55,05            | 951 (2022)                        | 17                 | modifier les données · modifier les données |
| Saint-Germain-Chassenay        | 58241      | CC Sud Nivernais | 24,03            | 309 (2022)                        | 13                 | modifier les données · modifier les données |
| Saint-Léger-des-Vignes         | 58250      | CC Sud Nivernais | 9,18             | 1 669 (2022)                      | 182                | modifier les données · modifier les données |
| Verneuil                       | 58306      | CC Sud Nivernais | 26,86            | 276 (2022)                        | 10                 | modifier les données · modifier les données |
| Canton de Decize               | 5806       |                  | 284,24           | 10 171 (2022)                     | 36                 | modifier les données                        |

## Démographie

### Démographie avant 2015
| 1962  | 1968  | 1975   | 1982   | 1990  | 1999  | 2006  | 2011  | 2012  |
| ----- | ----- | ------ | ------ | ----- | ----- | ----- | ----- | ----- |
| 9 467 | 9 861 | 10 099 | 10 054 | 9 478 | 8 920 | 8 461 | 8 189 | 8 188 |

### Démographie depuis 2015
En 2022, le canton comptait 10 171 habitants, en évolution de −8,63 % par rapport à 2016 (Nièvre : −3,28 %, France hors Mayotte : +2,11 %).
| 2013   | 2018   | 2022   |
| ------ | ------ | ------ |
| 11 521 | 10 785 | 10 171 |